# بخش دیر پارک، اوتر تیل کانتری، مینه سوتا
بخش دیر پارک (به انگلیسی: Deer Creek Township) یک منطقهٔ مسکونی در ایالات متحده آمریکا است که در شهرستان اوتر تیل، مینه‌سوتا واقع شده‌است.
 بخش دیر پارک ۸۴٫۲ کیلومتر مربع مساحت و ۳۴۸ نفر جمعیت دارد و ۴۲۶ متر بالاتر از سطح دریا واقع شده‌است.